# Rooles de Olerón
Rooles de Olerón (en francés Rôles d'Oléron) o Juicios de Olerón (Jugements d'Oléron) es la denominación historiográfica de unos textos legislativos promulgados por Leonor de Aquitania en 1160 (tras su vuelta de la segunda Cruzada a la que había acompañado a su primer marido, Luis VII de Francia), que se identifican como una de las primeras leyes marítimas de Europa occidental.
Su fuente parece ser la antigua Lex Rhodia, que regulaba el comercio por el Mediterráneo desde antes de Cristo. Leonor habría tomado contacto con ella en la corte de Balduino III de Jerusalén, quien la había adoptado para su reino.
El nombre de Olerón se le dio por ser ese el lugar donde se promulgaron, al estar esa isla asociada con la guilda de mercaderes marítimos más importante del comercio Atlántico. El texto se enriqueció con el tiempo, pasando a tener 24 artículos a finales del siglo XII y 38 a comienzos del XIII.
Los Rooles se promulgaron también en el reino de Inglaterra a finales del siglo XII, cuando Leonor ostentaba poderes virreinales mientras Ricardo I de Inglaterra estaba ausente por haber acudido a la tercera Cruzada.
Se publicaron posteriormente tanto en inglés como en francés. Enrique VIII de Inglaterra las publicó como The judgment of the sea, of Masters, of Mariners, and Merchants, and all their doings. Tuvieron una profunda influencia en el Black book of the admiralty ("Libro negro del almirantazgo").
Los Rooles también tuvieron autoridad e influencia en el derecho medieval español.